# Adam Petter Holmberg
Adam Petter Holmberg, född 1762, död 19 maj 1819 i Stockholm, var en svensk dekorationsmålare. 
Holmberg studerade måleri och arbetade under Louis Jean Desprez ledning vid Kungliga teatern i Stockholm. Efter Desprez anvisning utförde han dekorationerna till Sedaines skådespel Konung Richard Lejonhjärta eller Kärleken och troheten 1791. Han omtalades som en av Desprez skickligaste elever och blev mästare vid Stockholms målarämbete 1798 utan att behöva visa upp något mästarstycke. Han utförde en rad dekorativa arbeten på Stockholms slott 1794-1810 och han öppnade även en fabrik för framställning av väggdekorationer och tapettryckning. 
Holmbergs dotterson var målaren Severin Falkman.
Holmberg är representerad med tapetprover vid Nordiska museet.